# Maritiem Reddings- en Coördinatiecentrum Oostende

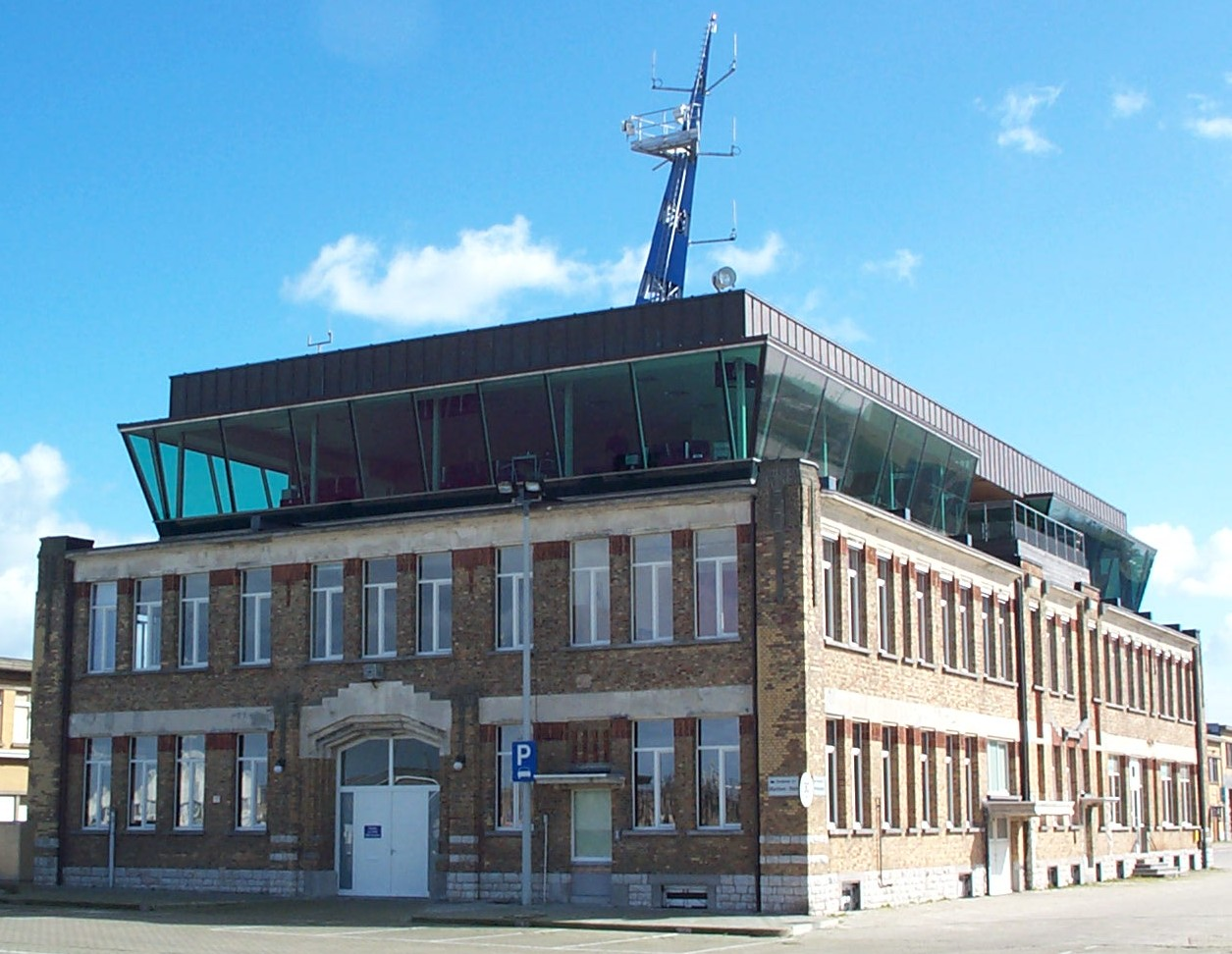
MRCC Oostende

Das Maritiem Reddings- en Coördinatiecentrum Oostende (MRCC Ostende) ist der operative Teil der Belgischen Küstenwache und die offizielle Rettungsleitstelle für das Seegebiet vor der belgischen Nordseeküste. Es untersteht der Abteilung für Schifffahrtsunterstützung ( Shipping Assistance Division) im Bereich Mobilität und Öffentlichkeitsarbeit der Flämischen Gemeinschaft und befindet sich seit Juni 2006 in einem renovierten Verwaltungsgebäude des Vismijn von Oostende. Das unter Denkmalschutz stehende Gebäude erhielt für die Seeverkehrskontrolle (Port Control) und das MRCC ein zusätzliches, völlig verglastes Stockwerk. Die Anschrift ist Maritiemplein 3, 8400 Oostende.

## Aufgaben
Das MRCC Oostende ist die erste Anlaufstelle für Zwischenfälle im überwachten Seegebiet, z. B.: bei Personen und Schiffen in Seenot, Unfällen oder Ölverschmutzungen. Die kontinuierliche (24-h) Besetzung sichert die Aufnahme aller Notrufe von Seefahrzeugen im belgischen Seegebiet, die über Funkruf an OSTEND RADIO eingehen. Durch das Automatic Identification System (AIS) sind die Positionen aller Schiffe im überwachten Seebereich bekannt, sodass schnell entschieden werden kann, wie am schnellsten und besten Hilfe geleistet werden kann.

## SAR-Einsätze
| Erreichbarkeit MRCC Ostende |                    |
| Funkrufname                 | Ostend Radio (OSU) |
| MMSI                        | 00 205 0480        |
| UKW                         | Kanäle 9 16 67     |
| DSC                         | Kanal 70           |
| Grenzwelle                  | 2182 kHz           |

Für Seenoteinsätze (SAR) beauftragt das MRCC die zuständigen Coast-Guard-Partner. Ziel ist es, schnellstmöglich die am besten geeigneten Einheiten vor Ort zu bringen und eine Koordination zwischen den an der Hilfe beteiligten Einheiten und Behörden herzustellen.
Die regierungseigene VLOOT-Reederei verfügt über ca. 50 Schiffe, die für Rettungsaktionen alarmiert werden können. Daneben kann jederzeit die Hilfe der Marine oder der Schifffahrtspolizei angefordert werden. Vloot selber verfügt über zwei eigene Rettungsboote, die in Oostende stationiert sind.
Der freiwillige Seerettungsdienst in Blankenberge (Vrijwillige Blankenbergse Zeereddingsdienst) verfügt ebenfalls über zwei Allwetter-Rettungsboote.
Für luftgestützte Such- und Rettungsaufgaben wird das 40. Squadron der Belgian Air Component beauftragt, die von ihrer Basis in Koksijde Hubschrauber Westland SeaKing Mk 48 und NH-90-Caiman einsetzt. 
Nautischer Dienstchef MRCC - SAR ist Kapt. R. Gyssens.

## Küstenrettung
Die Überwachung und Rettung am Strand ist nicht Aufgabe der Küstenwache bzw. des MRCC. Der Küstenrettungsdienst für die belgischen Strände an der Nordsee wird seit 1982 vom Intercommunale Kustreddingsdienst West-Vlaanderen (I.K.W.V.) durchgeführt und organisiert. Der Hauptsitz des Rettungsdienstes befindet sich in der Gemeinde Koksijde. Als Dachorganisation aller Küstengemeinden sorgt sie für die Sicherheit von Touristen, Badegästen, Schwimmern und Wassersportlern am Strand und im Wasser entlang der westflämischen Küste. Die Küstenüberwachung läuft vom 1. Juli bis zum 31. August zwischen 10:30 und 18:30 Uhr. 

## Zusammenarbeit
Gemäß SAR-Konvention sind Arbeitsabkommen mit den angrenzenden Staaten Niederlande, Großbritannien und Frankreich und ihren MRCC zu schließen:
```
Niederlande
 
Niederlande
 : 
JRCC Den Helder

Vereinigtes Konigreich
 
Vereinigtes Königreich
 : MRCC 
Dover
 

Frankreich
 
Frankreich
 : MRCC Gris-Nez
```

## Bilder

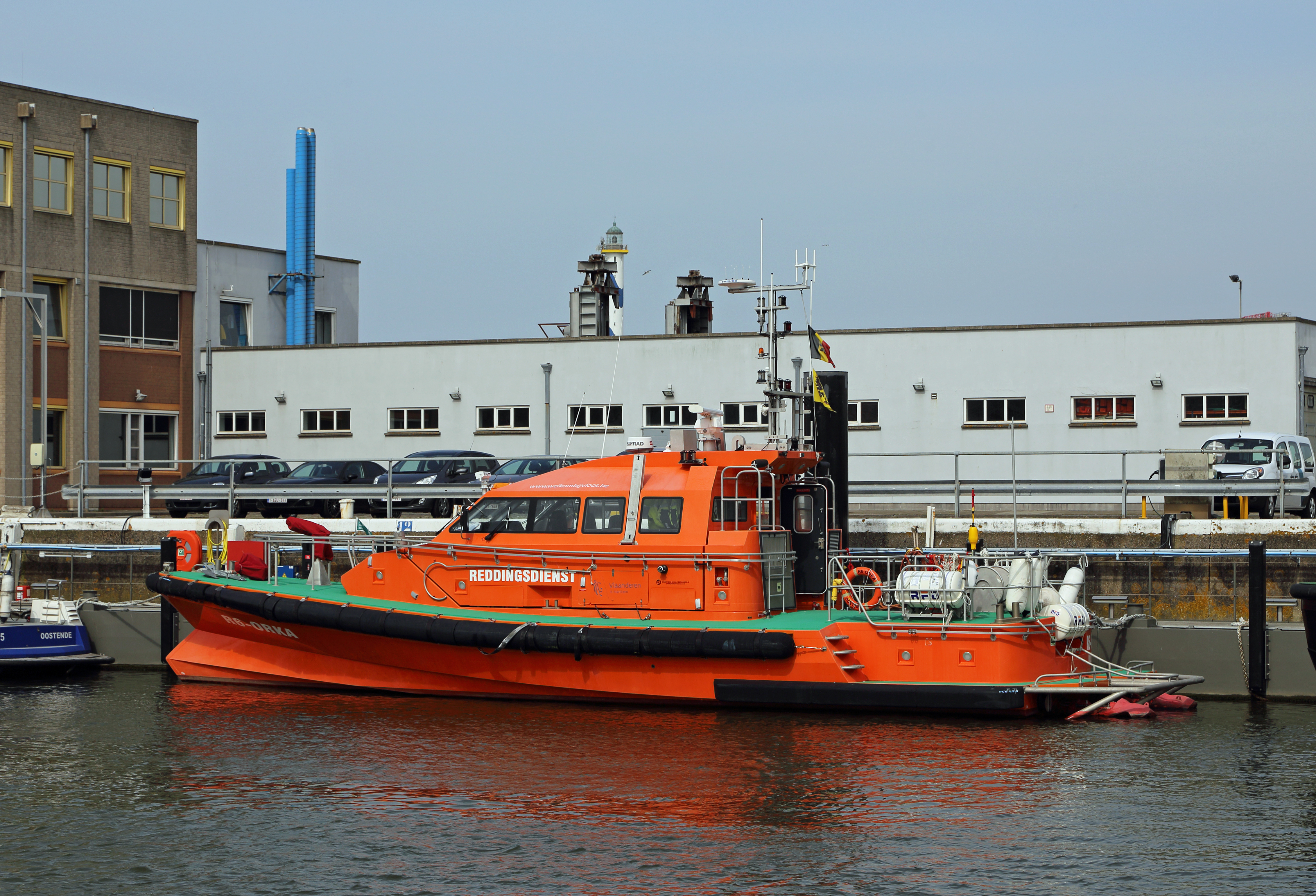
Neues Rettungsboot
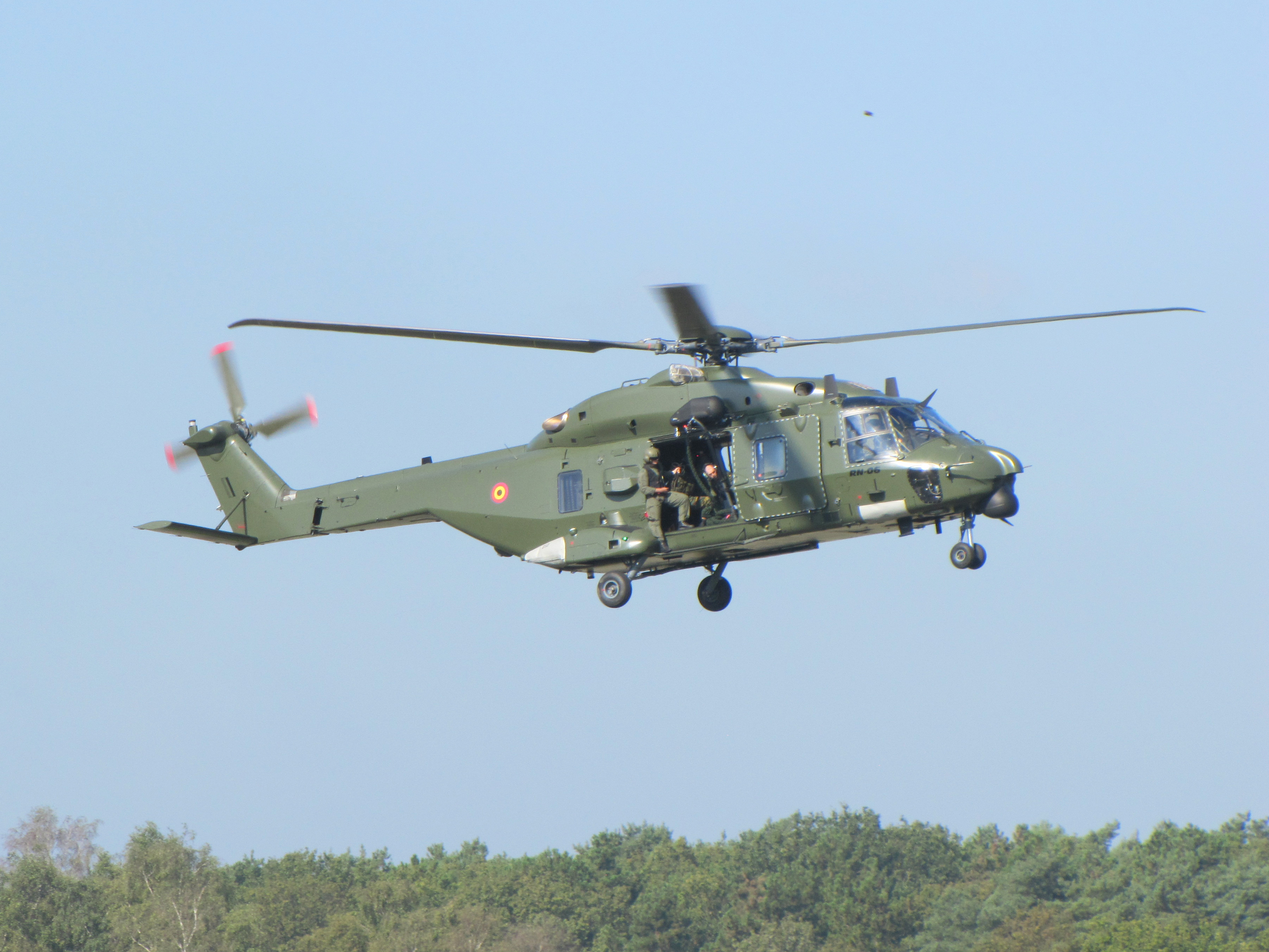
NH-90 Helikopter
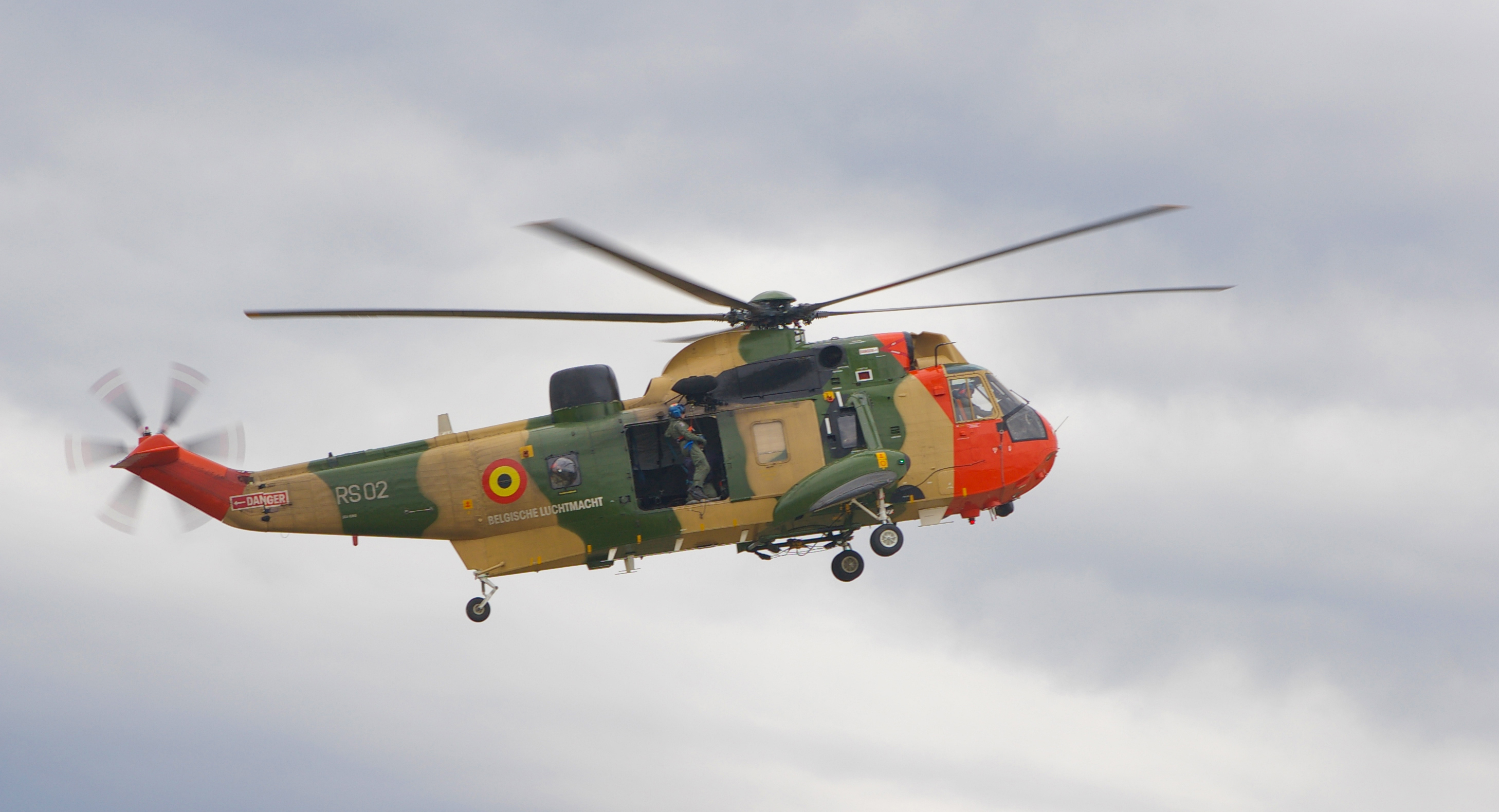
Westland Sea King Helikopter